# Lechquellengebirge

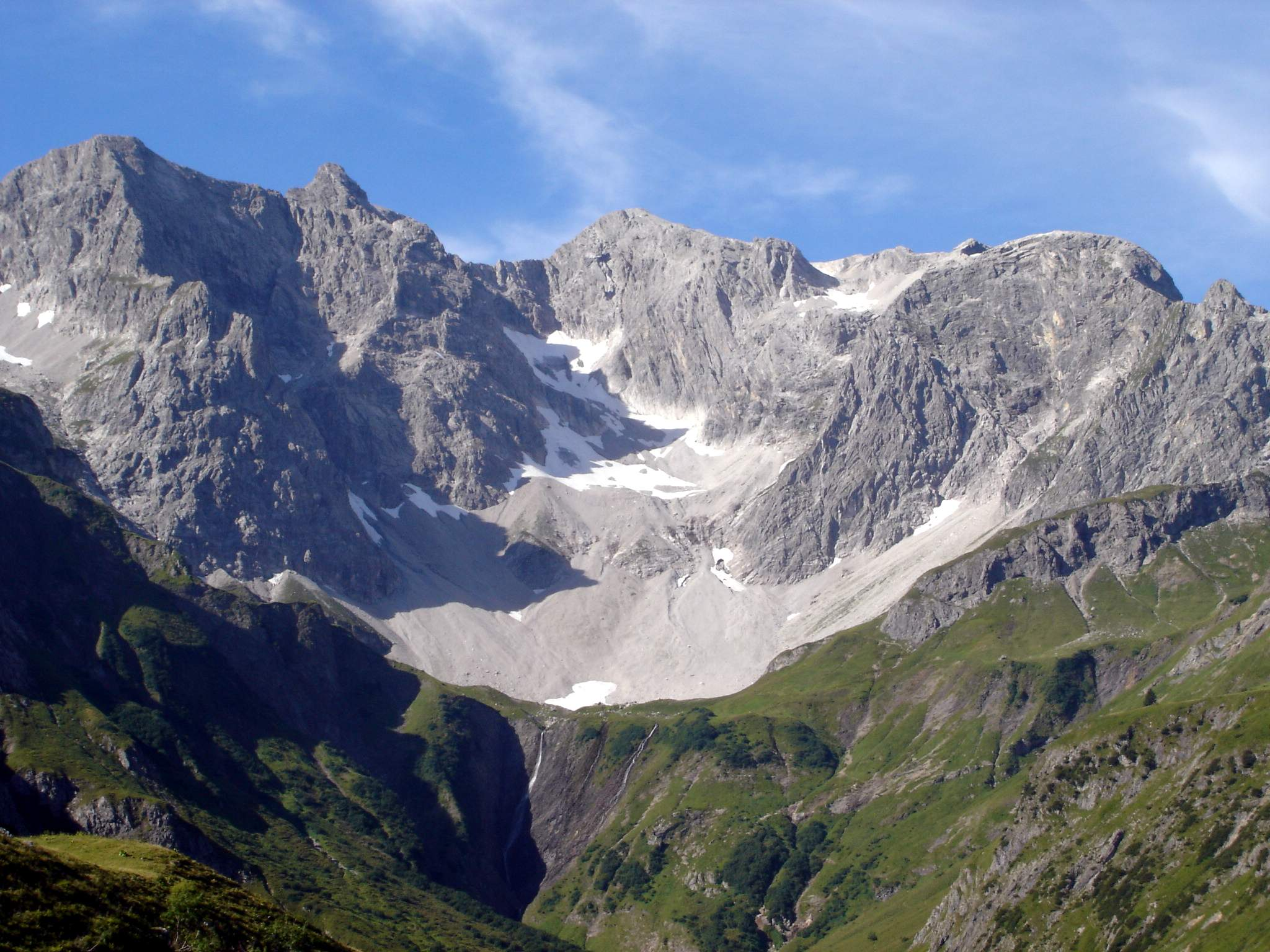
Braunarlspitze (2649 m n. m.)

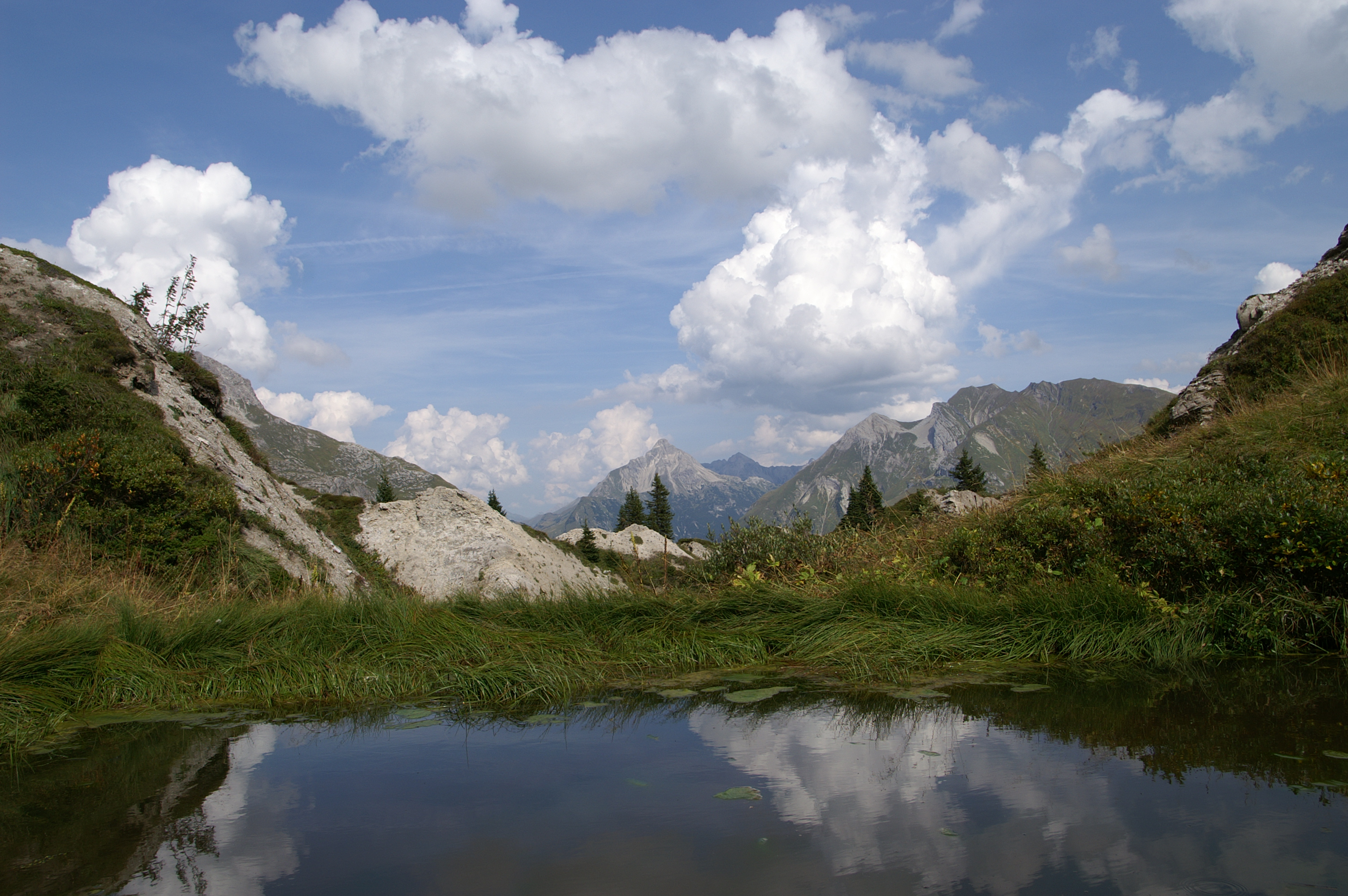
Mohnenfluh (2542 m n. m.)

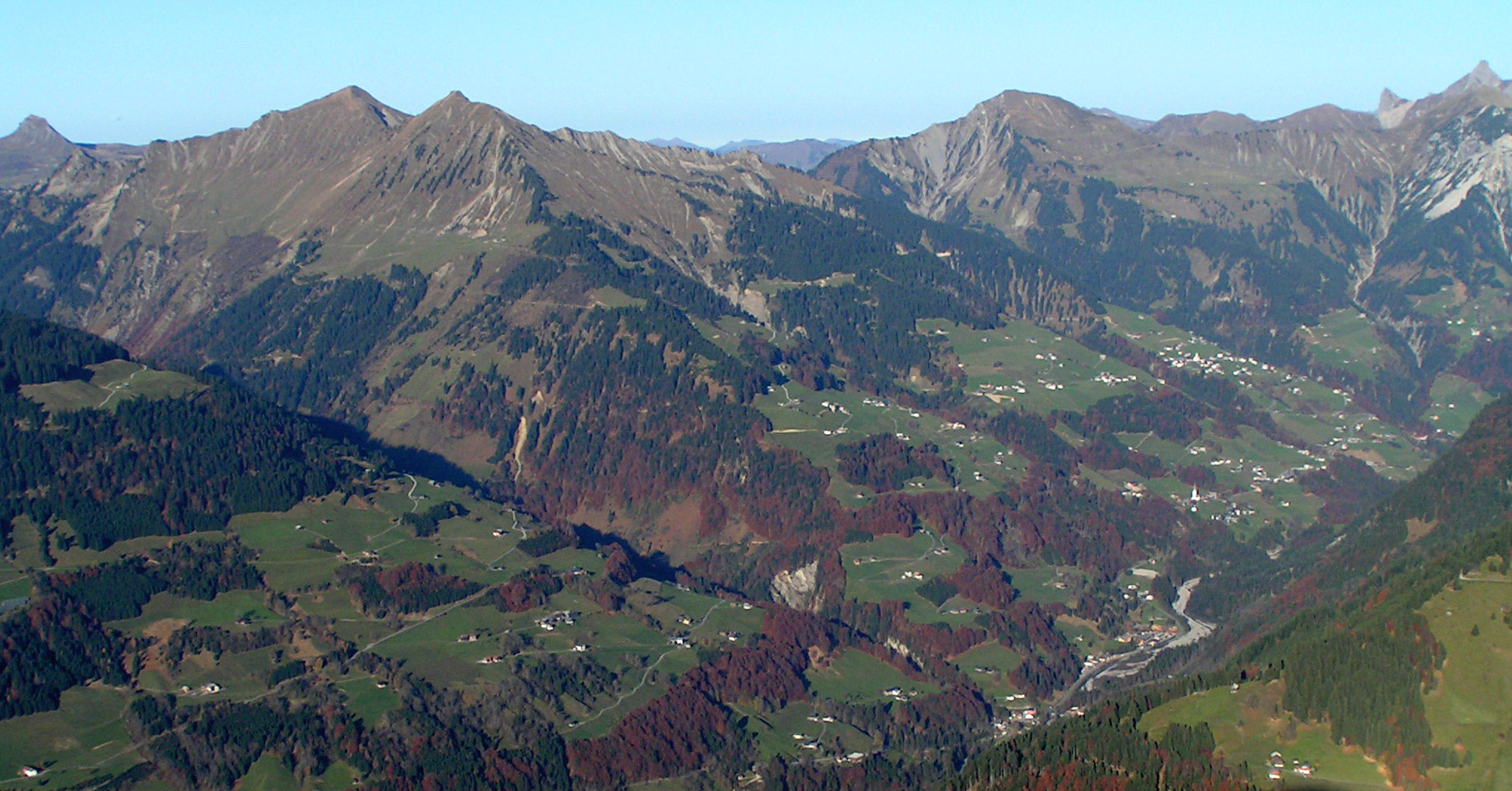
Dolina Großes Walsertal je biosférickou rezervací

Lechquellengebirge (česky „Pohoří pramenů Lechu“) je malá, méně známá horská skupina ve spolkové zemi Vorarlbersko v Rakousku. Za svůj název vděčí pohoří faktu, že zde v nitru hor pramení významná vorlarlberská řeka Lech. Geologicky se řadí do Severních vápencových Alp kde zaujímá plochu 800 km² a vyznačuje svou geologickou mnohotvárností. Nejvyšším vrcholem je Große Wildgrubenspitze (2 753 m).

## Poloha
Na jihu je pohoří ohraničeno údolím Klostertal, západ je oddělen od pohoří Bregenzerwald dolinou Walsertal. Říčka Bregenzer Ache tvoří severní hranici. Spojnice mezi městy Warth–Lech–Arlberg ohraničuje Verwall od východu.

## Členění
Lechquellengebirge se dělí na malé samostatné skupiny jednotlivých vrcholů či maximálně hřebenů; celkem se jich uvádí 14.

### Nejvyšší vrcholy
- Große Wildgrubenspitze (2 753 m)
- Rote Wand (2 704 m)
- Großer Grätlisgrat (2 702 m)
- Mittlere Wildgrubenspitze (2 696 m)
- Nadel (2 685 m)
- Spuller Schafberg (2 679 m)
- Roggalspitze (2 672 m)
- Wasenspitze (2 665 m)
- Braunarlspitze (2 649 m)
- Hochlicht (2 600 m)
- Mohnenfluh (2 542 m)
- Karhorn (2 416 m)
- Zitterklapfen (2 403 m)
- Hochkünzelspitze (2 397 m)
- Feuerstein (Lechquellengebirge) (2 271 m)
- Warther Horn (2 257 m)
- Gamsfreiheit (2 211 m)
- Hoher Frassen (1 979 m)

## Krajina
Oblast je bohatá na srážky a chladné počasí je zde spíše pravidlem než výjimkou. Sněhová pokrývka je zde mimořádná, držící se až do vrcholného léta. Přesto v pohoří není žádný ledovec. Kraj je v zimě využíván pro provozování zimních sportů, především je pak ideální pro lyžaře (především údolí Lechtal). Porosty stromů jsou spíše skrovné. Dominují zde hlavně borovice, kleče, a proti lavinám ideální nepoddajná olše. Hranice lesa leží poměrně nízko v 1700–1800 m. Ojediněle rostou stromy do výše 1900 m. Pozoruhodná je hlavně velmi rozmanitá květena. V historii tu jako hlavní zdroj obživy dominovalo salašnictví, dnes hlavně turistika.

### Přírodní rezervace
Údolí Großes Walsertal je vyhlášeno biosférickou rezervací, v které je zahrnuto také pohoří Lechquellengebirge. V pohoří jsou vyhlášeny následující chráněné přírodní oblasti:
- Gadental, zřízena v r. 1987, plocha 1 336 ha
- Gipslöcher Oberlech , zřízena v r. 1988, plocha 21 ha
- Bodener Magerwiesen, zřízena v r. 1991, plocha 16,5 ha
- Faludriga Nova, zřízena v r. 2003

Oblast ochrany rostlinstva a květeny:
- Körbersee, zřízena v r. 1958, plocha 451 ha

Území soustavy „Natura 2000“ zahrnuje:
- Bergwälder Klostertal
- Gadental, zřízeno v r. 1995, plocha 1 544 ha

### Horské chaty
Najdeme tu 5 horských chat (všechny včetně tzv. winterraumu) ve vlastnictví spolku Alpenverein: Biberacher Hütte (1 842 m), Frassen-Hütte (1 725 m), Freiburger Hütte (1 931 m), Göppinger Hütte (2 245 m) a Ravensburger Hütte (1 948 m).